# 1958年黄河洪水
1958年黄河洪水指1958年7月发生在中华人民共和国黄河中下游地区的水灾。此次水灾淹没村庄1708个，淹没耕地304万亩，房屋倒塌30万间，京广铁路中断14天，受灾人口达74.08万人。据中国政府官方资料，河南、山东两省出动约200万人进行防汛，确保了黄河下游的防洪安全。

## 历史

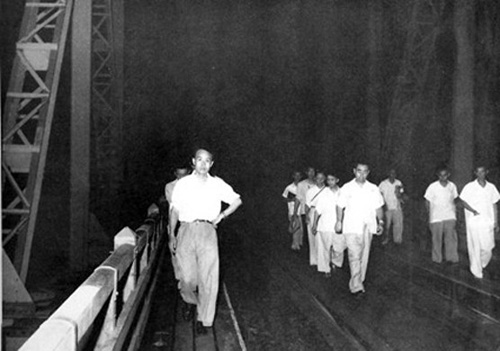
1958年7月，周恩来（中）查看济南泺口黄河铁路大桥。

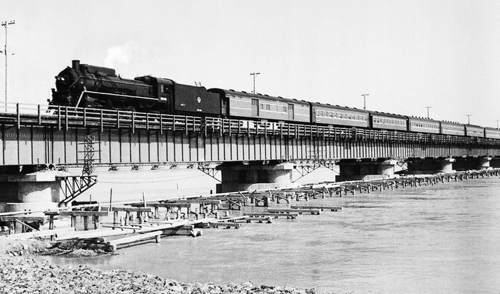
1958年8月2日郑州黄河铁路大桥修复通车

1958年7月14-18日，黄河中游地区发生大暴雨。
7月17日夜，河南省直机关连夜组织了5000多人的防汛队伍，编成11个大队参加黄河防汛；河南省军区1000多名官兵，连夜开往花园口；郑州市组织基干队员1000多人，一般防汛队伍4000多人，于17日上午开往黄河大堤；当天晚上又组织了1万多人，作为后备力量。乡专区于17日组织了防汛突击队5329个，38万多人，并准备了大批防汛物资。7月17日23时50分，黄河下游出现了21000立方米/秒的洪峰，冲毁了郑州黄河大桥11号桥墩，南北交通中断；7月17日24时，花园口水文站出现了22300立方米/秒的洪峰，超过了保证水位，是1919年黄河有实测水文资料以来最大的一场洪水。
7月18日16时，时任国务院总理周恩来的专机在黄河之畔的上空盘旋了两周，在飞机上俯视被洪水冲断的黄河大桥，然后飞往郑州机场。18日夜，洪水进入山东境内时，菏泽、聊城两地区已有14万防洪人员严密守卫在大堤上。
7月19日10点多钟，周恩来登上列车，前往黄河大桥视察；11时30分，在黄河岸车站下车，周徒步走进了黄河大桥工程处的大院。

7月27日，中华人民共和国成立以来黄河下游最大的一次洪峰被成功导入渤海。同一天，中央防汛总指挥部发言人向新华社记者发表讲话，发言人说：
“自1946年人民治黄以来，黄河已经安度了11个伏秋大汛，没有发生决口泛滥，今年的特大洪峰，最大洪峰流量22300立方米/秒，特大洪水总水量达60亿立方米。这个水量和洪峰流量都和有水文记载以来的最大洪水1933年洪水相似。特别是人民治黄以前历年大洪水到不了东明县高村就要发生决口，因而高村以下的河道是从来没有经过像今年这样大的洪水的。但是今年我们战胜了特大洪水，两岸没有分洪，没有决口，保证了农业大丰收。这是我国人民创造的又一个奇迹。”